# 苑田勇一
苑田 勇一（そのだ ゆういち、1952年（昭和27年）3月30日 - ）は、囲碁の棋士。大阪府出身、関西棋院所属、小川正治七段門下、九段。天元戦、碁聖戦挑戦者など。中央を志向する独創的な棋風で「西の宇宙流」と称される。

## 経歴
1968年入段。1977年棋聖戦八段戦で優勝。同年天元戦決勝に進出し、島村俊廣九段に1-3で敗れ準優勝。1978年九段。1983年に棋聖戦の九段戦で5位、全段争覇戦ベスト4となり、最高棋士決定戦では決勝に進出するが、3番勝負で林海峰に0-2で敗れる。1986年、88年にも天元戦で挑戦者となるが、小林光一に1-3、趙治勲に2-3で敗退。1998年碁聖戦挑戦者となるが依田紀基に0-3で敗退。
関西棋院第一位決定戦では優勝3回。1994年には弟子の今村俊也九段と決勝を争って1-2で敗れている。
厚みを重視し、「接点打法」とも称する大模様を目指すスケールの大きな棋風は「苑田流」とも、武宮正樹の宇宙流になぞらえて「西の宇宙流」とも言われる。囲碁理論も独特で、「活きた石の近くは小さい」「美人（弱石）は追わず」「地は囲わず囲わせる」といった独自の格言でも知られる。2001年にはNHK囲碁講座で「苑田流基本戦略」と題して講師を務めた。
門下に今村俊也九段、田村千明二段ら。
左利きで、左手で石を打つ。

### タイトル歴
- 関西棋院第一位決定戦 - 1983年[1]・1984年[1]・1995年[1]
- テイケイ杯レジェンド戦 - 2022年[1]

### その他の棋歴
- 棋聖戦 - 最高棋士決定戦準優勝（1983年[1]）、八段戦優勝（1978年[1]）
- 天元戦 - 準優勝（1977年）[1]、挑戦者（1986年[1]・1988年[1]）
- 碁聖戦 - 挑戦者（1998年[1]）
- 日中囲碁決戦
  - 1986年 2-1 馬暁春
  - 1987年 1-2 曹大元、2-1 劉小光
- 日中スーパー囲碁
  - 1989年 1-2（○揚士海、×張文東）

## 独自手法
星の定石で、白が2線にスベってきた形で、隅のaに受けずに黒1と高圧する手法を打ち出し、碁界に定着させた。
|  |  |  |  |  |  |  |  |  |
|  |  |  |  |  |  |  |  |  |
|  |  |  |  |  |  |  |  |  |
|  |  |  |  |  |  |  |  |  |
|  |  |  |  |  |  |  |  |  |
|  |  |  |  |  |  |  |  |  |
|  |  |  |  |  |  |  |  |  |
|  |  |  |  |  |  |  |  |  |
|  |  |  |  |  |  |  |  |  |

## 対局譜
趙治勲に先勝
第14期天元戦挑戦手合五番勝負第1局 趙治勲天元 - 苑田勇一九段(先番) 1988年11月17日
第14期天元戦で苑田は、1回戦マイケル・レドモンド、2回戦で工藤紀夫に勝ち、準々決勝は対戦相手の依田紀基が病気で不戦勝、準決勝で武宮正樹、決勝で小林覚を破り、3度目の五番勝負出場となった。第1局は黒1（15手目）が苑田独特の広げ方で、白10に手を抜いて黒11〜15と上辺を拡大した。この後白はaから右上に侵入したが、黒は巧打で下辺から上辺につながる大模様を築いて優勢とし、中央から下辺に侵入した白石を捕獲して、半目勝ちで先勝した。
第2局以降も、苑田の大模様に趙が踏み込む展開となり、4局目も苑田の半目勝ちで2-2としたが、第5局は敗れて、天元獲得はならなかった。

## 著作
- 『苑田勇一の大模様はこうして勝て』誠文堂新光社 2000年
- 『五段の壁を破る発想転換法』棋苑図書 2000年
- 『苑田勇一流基本戦略』日本放送出版協会 2001年
- 『囲碁観が180°変わる苑田流格言 楽に身につくプロの常識』毎日コミュニケーションズ 2004年
- 『苑田勇一の打っていい場所・悪い場所』NHK出版 2004年
- 『苑田流 死活と手筋から考える布石』毎日コミュニケーションズ  2005年
- 『苑田流格言実戦講義 楽に身につく「場」の定義法』毎日コミュニケーションズ  2005年